# Стогний, Борис Сергеевич
Борис Сергеевич Стогний (род. 18 марта 1936, с. Гречановка, Гадячский район, Полтавская область, Украина) — советский и украинский учёный в области автоматизации электрических систем, разработки принципов построения и оптимизации систем управления электроэнергетическими объектами. Академик-секретарь отделения физико-технических проблем энергетики НАН Украины, вице-президент Научно-технического союза энергетиков и электротехников Украины. Заслуженный деятель науки и техники Украины. Лауреат Государственной премии УССР в области науки и техники и Премии НАН Украины им. С. А. Лебедева.

## Биография
Борис Сергеевич родился в с. Гречановка Гадячский район Полтавской области.
В 1959 году окончил Киевский политехнический институт.
В 1966 г. защитил кандидатскую, а в 1984 г. — докторскую диссертации.
В 1988 году Б. С. Стогний избран членом-корреспондентом, а в 1990 — академиком Академии наук УССР. Ныне — действительный член Национальной академии наук Украины.
С 1961 года начал работать в Институте электродинамики АН УССР. С 1975 года и по сей день является заведующим отдела автоматизации электрических систем.

## Научная деятельность
Его научные интересы связаны с информатизацией энергетики. Это, прежде всего, исследования в области автоматизации электрических систем, разработки принципов построения и оптимизации систем управления электроэнергетическими объектами, создание быстродействующих алгоритмов преобразования и передачи данных в каналах передачи информации в электроэнергетических системах. На базе этих исследований внедрен ряд разработок, в том числе автоматизированные и автоматические системы контроля параметров в нормальных и аварийных режимах работы электроэнергетического оборудования электростанций и подстанций (Украина, Беларусь), компьютерная корпоративная интегрированная система управления электрифицированными железными дорогами.
Академиком Б. С. Стогнием опубликовано более 300 научных трудов, в том числе 12 монографий.
Много сил и энергии академик Б. С. Стогний отдает научно-организационной деятельности: с 1988 г. по 1993 г. — на посту главного ученого секретаря Президиума НАН Украины, с 1994 г. по 1998 г. — на посту члена Президиума НАН Украины, с 1998 г. и поныне является академиком-секретарем Отделения физико-технических проблем энергетики НАН Украины.
Отделение физико-технических проблем энергетики НАН Украины является одним из ведущих отделений академии. Направления научной деятельности 12 учреждений Отделения охватывают стратегические принципы развития энергетики, проблемы тепловой энергетики, электроэнергетики, энергомашиностроения, безопасности АЭС, информатизации энергетики, угольных энерготехнологий, возобновляемой энергетики.
Б. С. Стогний сделал весомый личный вклад в планирование, организацию и обеспечение научных исследований в учреждениях НАН Украины и высших учебных заведениях.